# Херцег, Ференц
Ференц Херцег (венг. Herczeg Ferenc; 22 сентября 1863[…], Вршац, Королевство Венгрия — 24 февраля 1954[…], Будапешт) — венгерский драматург национал-консервативного направления.

## Биография
Родился 22 сентября 1863 года в семье бургомистра. С 1881 по 1884 учился на юридическом факультете Будапештского университета. С 1899 года член Венгерской академии наук.
В 1890-х годов стал известным писателем «народно-национального» (национал-консервативного) направления.
В 1896 году был избран в парламент.
В 1926 и в 1927 годах номинировался на Нобелевскую премию. В 1911—1918 редактировал журнал «Magyar Figyelő» («Венгерский наблюдатель»). В 1894—1944 — основатель и главный редактор еженедельника «Új Idők» («Новые времена»).

## Восприятие творчества
Творчество Херцега высоко ценил адмирал Хорти — венгерский диктатор времен союза Венгрии и нацистской Германии. Хорти писал:

Я благодарю Всевышнего за то, что он дал нашему народу Фереца Херцога и дал ему его талант.
Оригинальный текст (англ.)I give thanks to the Almighty that he gave Ferenc Herczeg to our nation, and preserved him in all his creative power
После прихода к власти в Венгрии консервативного националиста Виктора Орбана работы Херцога заняли важное место в «культурной борьбе» с либерализмом. Так, в 2020 году его произведения были включены в обязательную школьную программу. Новая программа по литературе вызвала бурную общенациональную дискуссию, в том числе была подана общественная петиция с протестом против обязательного изучения произведений Херцога.

## Произведения
Избранные произведения:
- Наверху и внизу — Fenn és lenn (1890)
- Mutamur (1892)
- Дочь набоба из Долова — A Dolovai nábob leánya (1893)
- Сестры Дьюркович — A Gyurkovics lányok (1893)
- Жужа Шимон — Simon Zsuzsa (1894)
- Женитьба Сабольча — Szabolcs házassága (1896)
- Бригадир — Ocskay brigadéros (1901)
- Язычники — Pogányok (1902)
- Хуст Хусти (1907)
- Семеро швабов — A hét sváb (1916)
- Голубая лиса — A kék róka (1917)
- Врата жизни — Az élet kapuja (1919)
- Северное сияние — Északi fény (1929)
- Люди, господа и вельможи — Emberek, urak és nagyurak (1930)